# Pałac Saski w Kutnie
Pałac podróżny Augusta III (pocztowy, Post Palaise) – zabytkowy pałac w Kutnie.
Późnobarokowy pałac z 1750 roku o konstrukcji szachulcowej przy dzisiejszym pl. marsz. Józefa Piłsudskiego 19 i ul. Narutowicza 2.

## Historia

### Powstanie pałacu i czasy saskie

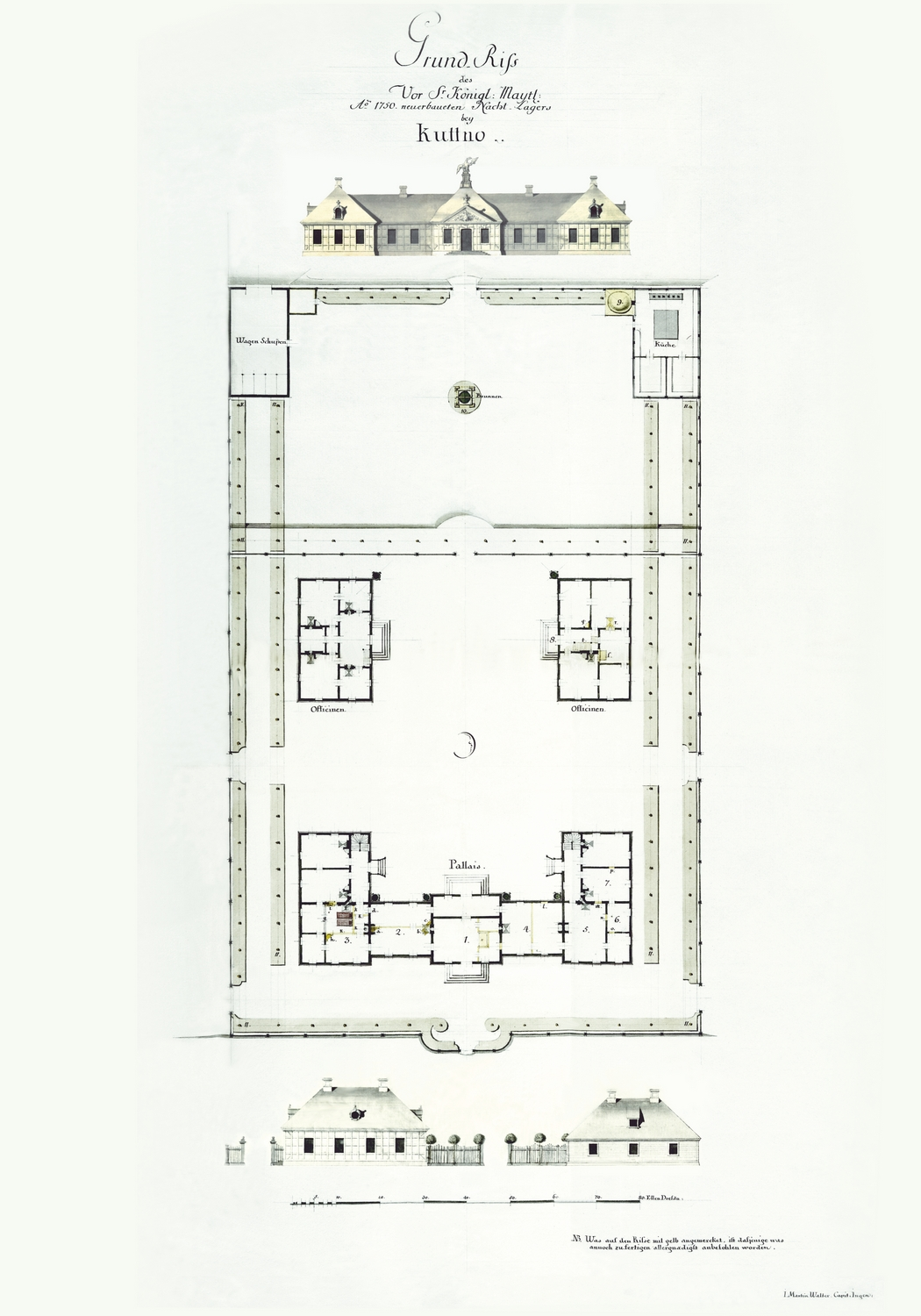
Pałac Saski na planie Waltera

Kutno w połowie XVIII wieku znalazło się na trasie nowego traktu pocztowego, bowiem w 1749 roku król August III Sas zmienił ustaloną dotąd drogę, wiodącą z Drezna przez Wrocław do Warszawy, na trasę biegnącą starym średniowiecznym szlakiem, na którym leżało Kutno. Po zmianie trasy przejazdu z Drezna do Warszawy dwór królewski potrzebował miejsc do noclegu i odpoczynku. Między Poznaniem a Warszawą konieczne stało się wystawienie nowych stacji postojowych, których wybudowanie zaproponowano w Kleczewie i Kutnie.
Nowa droga miała przede wszystkim skrócić czas przejazdu przez obce tereny, znajdujące się poza granicami Saksonii i Rzeczypospolitej. Prowadziła przez: Königsbrück, Bernsdorf, Hoyerswerdę, Spremberg, Forst, Gubin, Krosno Odrzańskie, Brody (tu lub w Forst znajdował się pierwszy nocleg), Griesel (Gryżyna), Świebodzin (wówczas pierwsze polskie miasto), Międzyrzecz (drugi nocleg), Lewice, Pniewy, Bytyń, Lusowo, Poznań (trzeci nocleg), Kostrzyn Wielkopolski, Neklę, Wrześnię, Brudzewo, Mieczownica, Kleczew (czwarty nocleg), Sompolno, Ozorzyn, Luboniek, Głaznów, Kutno (piąty nocleg), Bedlno, Kiernozię, Sochaczew, Błonie do Warszawy.
15 stycznia 1750 roku podpisano kontrakt z kasztelanem żmudzkim Józefem Franciszkiem Pacem na użyczenie w Kutnie gruntów koniecznych do budowy pałacu, za roczną opłatą w wysokości 500 tynfów. Zarządzającym pałacu mianowano bettmeistera Christhilffa Gotlieba Hausiusa.
Opracowanie projektu i budowę pałacu powierzono kapitanowi Johanowi Martinowi Waltherowi (Walterowi, 1712–1768), który otrzymał wynagrodzenie 120 talarów za wykonanie projektów. Koszty budowy stanowiły ok. 5000–6000 talarów. Drewno na budowę pałacu pochodziło z okolicznych borów Muchnowskich.
Przy wznoszeniu pałacu zaangażowano głównie niemieckich rzemieślników, a prace wykonywano w szybkim tempie tak, iż 21 kwietnia 1750 roku pałac był gotowy na przyjęcie króla.
J.M. Walther był kapitanem korpusu inżynierów (zakończył karierę w stopniu pułkownika) i cieszył się poparciem Henryka v. Brühla oraz należał do kręgu współpracowników tak uznanych architektów jak J.Ch. Knöffel, J.H. Schwarze, J.Z. Deybel, J.D. Jauch, C.F. Pöppelmann. Świadczą o tym niepublikowane dotychczas listy polecające H. v. Brühla, znajdujące się w drezdeńskim Hauptstaatsarchiv.
Pałac zaprojektowano w duchu saskiego baroku, na planie prostokąta, z dwoma krótkimi skrzydłami bocznymi, zaakcentowanymi ryzalitami w elewacji frontowej oraz trzecim ryzalitem pośrodku, wysuniętym analogicznie od strony wewnętrznej. Szczyt środkowego ryzalitu został zwieńczony cesarskim orłem (inspirowany dziełami J.D. Jaucha?), a we frontonie (tympanonie) umieszczono kartusz z herbem Rzeczypospolitej. Lukarny oraz wazy wieńczące tympanon przypominają dzieła J.H. Schwarzego, J.Z. Deybla czy C.F. Pöppelmanna. Całość wzniesiona została w konstrukcji ryglowo-szachulcowej z odsłoniętym szkieletem. Oprócz pałacu wystawiono na osi skrzydeł pałacu położone równolegle dwie oficyny, których elewacje w całości pokryte były tynkiem. W głębi placu usytuowano wozownię ze stajnią oraz kuchnię ze spiżarnią i piecem chlebowym. Pomiędzy tymi budynkami wykopano studnię.

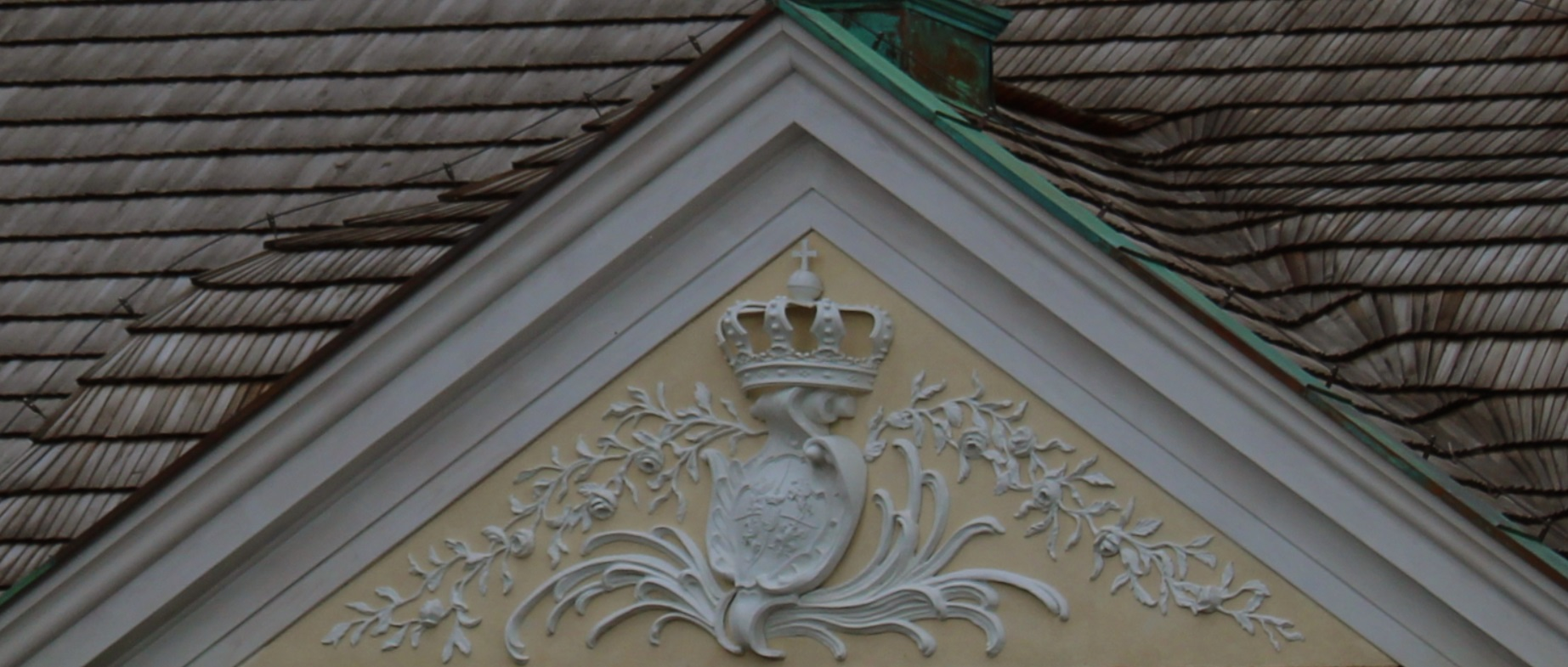
Fronton z herbem RP
Herb króla Augusta Mocnego

W korpusie głównym, w jego zachodniej części, znajdował się apartament królewski, prawdopodobnie z gabinetem, garderobą i sypialnią. Obok apartamentu znajdowała się zapewne antykamera, a w głównym, środkowym ryzalicie umieszczono kaplicę pałacową.
Król wraz z dworem przebywał w Kutnie kilkakrotnie. Po raz pierwszy obie Królewskie Moście przybyły do Kutna 24 kwietnia 1750 roku.
Kolejną wizytę odnotowano 8 października 1750 roku, kiedy rodzina królewska zatrzymała się tu na nocleg w drodze do Drezna. Witał ich w Kutnie prymas Adam Ignacy Komorowski. Ponownie król z małżonką i dziećmi zawitał na obiad do Kutna, jadąc do Warszawy 31 sierpnia 1752 roku. August III wraz z rodziną i dworem korzystał z kutnowskiego pałacu jeszcze kilkakrotnie: 12 grudnia 1752 roku, 21 czerwca i 17 grudnia 1754 roku oraz 26/27 października 1756 roku i 25/26 kwietnia 1763 roku.
W kolejnych latach dokonywano modyfikacji i remontów kutnowskiego pałacu. J.M. Walther zainkasował m.in. 18 czerwca 1752 roku 1903 talary za pełne ukończenie budynków oraz koniecznych mostów i dróg na trasie pocztowej przez Wielkopolskę do Warszawy. Kolejny remont przeprowadzono 13 lutego 1753 roku, przeznaczając na niego 454 talary. Dalsze prace (od 5 września 1754 roku) były już prowadzone pod nadzorem Urzędu Budowlanego i z nakazu dyrektora warszawskiego urzędu Jana Fryderyka Knöbla, który otrzymał pieniądze za kolejny remont 31 grudnia 1756.
Po śmierci Augusta III pałac pocztowy stał się własnością właścicieli miasta, ale nie znamy bliżej okoliczności i warunków, na jakich do tego doszło, bowiem jeszcze według dokumentu z 1778 roku stan prawny nie był uregulowany.

### Dzieje pałacu po 1763 roku
Nowi właściciele dokonali pod koniec XVIII wieku lub na początku XIX wieku szeregu przebudów pałacu. Wydłużono wówczas zachodnie skrzydło i poszerzono korytarze od strony dziedzińca. Na początku XIX wieku dokonano przedłużenia wschodniego skrzydła o przybudówkę z dwoma sklepionymi izbami i sienią. Być może miało to związek z umieszczeniem tu siedziby podprefekta powiatu orłowskiego.
Kolejny epizod związany z dynastią saską pochodzi z okresu Księstwa Warszawskiego. Wówczas król saski i zarazem władca Księstwa Warszawskiego Fryderyk August przebywał w Kutnie 18 listopada 1807 roku, ale zatrzymał się w pałacu właściciela miasta W. Rzętkowskiego na Gierałtach.
Z tym okresem wiąże się pobyt w pałacu saskim cesarza Napoleona Bonaparte, który był w Kutnie 11 grudnia 1812 roku w towarzystwie marszałka Armanda Caulaincourt’a podczas odwrotu z Rosji. Postój spowodowany był uszkodzeniem sań, a cesarz został podjęty obiadem, wyjechał z Kutna zauroczony gościnnością żony podprefekta. Epizod francuski utrwalił się w świadomości mieszkańców, bowiem budynek ten nazywano jeszcze w okresie międzywojennym „domem napoleońskim” bądź „francuskim”.
W następnych latach teren, na którym stał pałac podróżny, został podzielony na mniejsze działki. Na mapie z 1826 roku na działce należącej do pałacu widoczny jest już późniejszy dom naczelnika powiatu (budynek dzisiejszego Urzędu Gminy Kutno), a w latach 1843–1845 wzniesiono pomiędzy pałacem a domem naczelnika ratusz (dziś siedziba Muzeum Regionalnego w Kutnie). Kilka lat później, w 1853 roku dawna królewska nieruchomość, nazwana wówczas po raz pierwszy „saski pałac”, składała się z: „z domu frontowego przodem do ulicy poznańskiej, a prawe skrzydłem do ulicy Nowy Rynek narożnie położonego, o sześciu dymiących kominach, gątami podbitego, w pruski mur zbudowanego z wyłączeniem tylko części prawego skrzydła, którego koniec jest przymurowany massiw i sklepiony. Z obórki ze drwalnią przy prawem skrzydle istniejących. Z wozowni ze stajnią. Z parkanów oddzielających. Z kloaki o dwóch sedesach. Z wozowni ze drwalnią i stajnią w tyle w podwórku obok budowli Ratuszowych”.
Ostatni dziedzic miasta Kutna, Witold Mniewski w 1866 roku sprzedał tę nieruchomość cukiernikowi Antoniemu Herde za 6000 rb. W kolejnych latach następowały dalsze transakcje sprzedaży i dzielenia budynku i działki na mniejsze części. Od 1866 roku do 1937 roku należał do 12 właścicieli, w tym do kilku jednocześnie.

### Dzieje pałacu w XX wieku

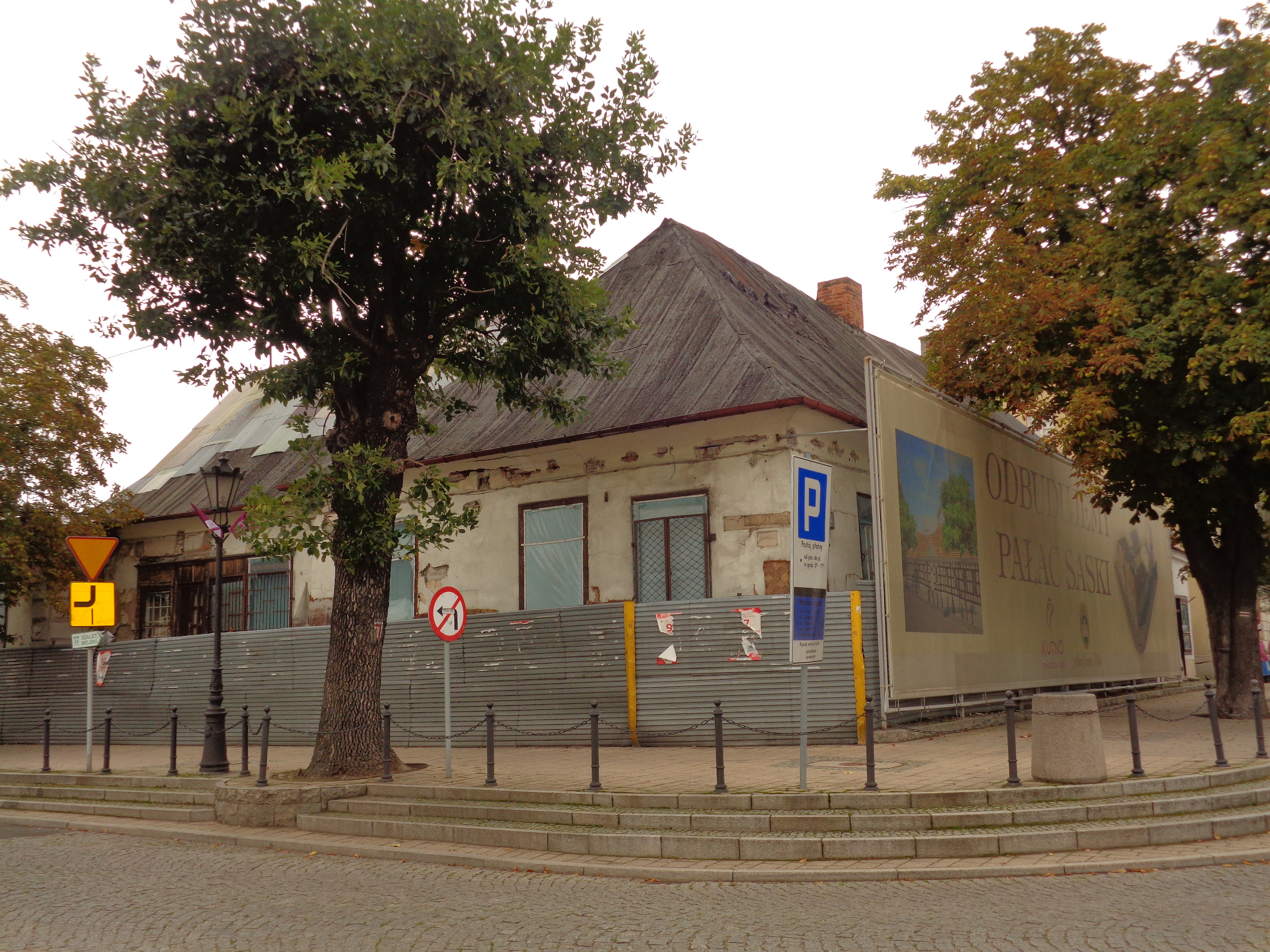
Pałac Saski w Kutnie przed rewitalizacją

W 1921 roku podzielono pałac definitywnie na dwie nieruchomości, ale w ciągu następnych kilku lat nastąpiły dalsze podziały. Odkąd budynek wielokrotnie zmieniał właścicieli, jego wnętrza przerabiane były na sklepy, warsztaty i mieszkania. Przerabiany wielokrotnie zatracił swój pierwotny charakter. Remontowano go już w 1876 i 1879 roku (być może próbowano wówczas budynek w całości podpiwniczyć), a elewacje zmieniano w związku z przystosowywaniem do celów handlowych w latach: 1932, 1937 i 1939 (przebijano wejścia i wystawy sklepowe od strony południowej i wschodniej).
Pałac uważany był za zabytek od 1927 roku, znalazł się wówczas w spisie wojewódzkiego konserwatora zabytków w Warszawie.
Ostatniej przebudowy dokonano w 1939 roku i obejmowała ona przebudowę wejścia do dwóch sklepów i okien w skrzydle wschodnim od strony obecnego pl. marsz. J. Piłsudskiego.
W latach 1940–1944 w skrzydle zachodnim, według relacji miejscowych świadków, ulokowana została siedziba żandarmerii. Stajnię w podwórzu przerobiono na dwie cele więzienne.
Po II wojnie światowej budynek został objęty ochroną konserwatorską. Do rejestru zabytków, został wpisany 11 lipca 1967 roku.
Budynek pod względem prawnym i użytkowym przechodził zmienne koleje, ale nadal służył do celów handlowo-usługowych. W 1970 roku według doniesień ówczesnej prasy pojawiła się możliwość dokonania remontu zabytkowego obiektu. Niestety skomplikowana sytuacja prawna budynku uniemożliwiła wówczas przeprowadzenie prac konserwatorskich.
W grudniu 1990 roku Miasto Kutno wykupiło część zachodnią budynku. W lipcu 1991 roku wykupioną część przekazano w zarząd Muzeum Regionalnemu w Kutnie. Od 1995 roku czyniono starania o przejęcie pozostałej części na własność miasta. Od 2000 roku trwały intensywne próby w sprawie uregulowania stanu prawnego, które nabrały szczególnego znaczenia po zniszczeniu 19 stycznia 2003 roku części zabytkowego pałacu w pożarze. W kwietniu 2004 roku wynajęto niezniszczoną część pomieszczeń Fundacji Odbudowy Pałacu Saskiego.

### Przyszłość
2 czerwca 2011 roku obiekt w całości stał się własnością Miasta Kutno. Od marca 2015 roku trwają prace nad rewitalizacją pałacu, których prowadzenie zostało powierzone przez Prezydenta Miasta Muzeum Regionalnemu. Miały się one zakończyć w 2019 roku. Decyzją władz miasta Pałac będzie główną częścią kompleksu muzealnego. W 2015 roku badania pałacu przeprowadzili Kamil Duda, Artur Ginter, Jacek Pietrzak. Ekspozycja stała, na którą placówka pozyskuje środki m.in. z dotacji Ministerstwa Kultury i Dziedzictwa Narodowego, będzie się składać z kilku elementów - części związanej z pałacem podróżnym króla Augusta III Sasa, część poświęconą dziejom miasta oraz czasom napoleońskim i Księstwu Warszawskiemu.